# Schilow-Rand
Der Schilow-Rand (nach Georgi Schilow, nach englischer Transkription auch Shilov-Rand) ist ein mathematisches Konzept aus der Theorie der kommutativen {\displaystyle \mathbb {C} }-Banachalgebren. Damit wird eine Version des aus der Funktionentheorie bekannten Maximumprinzips auf kommutative Banachalgebren übertragen.

## Motivation
Der Einfachheit beschränken wir uns auf kommutative Algebren mit Einselement.
Es seien {\displaystyle X} ein kompakter Hausdorffraum und {\displaystyle A\subset C(X)} eine Unteralgebra der Banachalgebra {\displaystyle C(X)} der stetigen Funktionen {\displaystyle X\rightarrow \mathbb {C} } mit folgenden Eigenschaften:
- {\displaystyle 1\in A}, das heißt {\displaystyle A} enthält die konstante Funktion 1,
- {\displaystyle \forall x\not =y\in X:\exists a\in A:a(x)\not =a(y)}, das heißt {\displaystyle A} trennt die Punkte von {\displaystyle X}

Man sagt dann kurz, {\displaystyle A} sei eine Funktionenalgebra auf {\displaystyle X}.
Eine abgeschlossene Teilmenge {\displaystyle E\subset X} heißt maximierend (für {\displaystyle A}), falls für alle Funktionen {\displaystyle a\in A} Folgendes gilt:
{\displaystyle \sup\{|a(x)|;x\in X\}=\sup\{|a(x)|;x\in E\}}.
Ist zum Beispiel {\displaystyle X=\mathbb {D} :=\{z\in \mathbb {C} ;\,|z|\leq 1\}} die Kreisscheibe und {\displaystyle A} die Diskalgebra, das heißt die Algebra aller stetigen Funktionen auf {\displaystyle \mathbb {D} }, die im Inneren {\displaystyle \mathbb {D} ^{\circ }} holomorph sind, so ist wegen des Maximumprinzips der Funktionentheorie jede abgeschlossene Teilmenge, die den Rand {\displaystyle \partial \mathbb {D} } enthält, eine maximierende Menge. Insbesondere ist {\displaystyle \partial \mathbb {D} } die kleinste maximierende Menge.

## Schilow-Rand für Funktionenalgebren
Das Beispiel der Diskalgebra verallgemeinert sich zu folgendem auf Schilow zurückgehenden Satz:
- Sind {\displaystyle X} ein kompakter Hausdorffraum und {\displaystyle A} eine Funktionenalgebra auf {\displaystyle X}, so ist der Durchschnitt aller maximierenden Mengen für {\displaystyle A} nicht leer und wieder maximierend.[2]

Insbesondere gibt es also eine kleinste maximierende Menge. Diese nennt man den Schilow-Rand der Funktionenalgebra {\displaystyle A}, übliche Bezeichnungen sind {\displaystyle S(A),{\check {S}}(A)} oder {\displaystyle \partial A}. Da maximierende Mengen Ränder sind, ist auch der Schilow-Rand ein Rand.

## Schilow-Rand für kommutative Banachalgebren
Sei {\displaystyle A} eine kommutative {\displaystyle \mathbb {C} }-Banachalgebra mit Einselement. Der Gelfand-Raum {\displaystyle X_{A}} ist bekanntlich ein kompakter Hausdorffraum und die Gelfand-Transformation {\displaystyle A\rightarrow C(X_{A})} bildet {\displaystyle A} auf eine Funktionenalgebra {\displaystyle {\hat {A}}} auf {\displaystyle X_{A}} ab. Der Schilow-Rand der Funktionenalgebra {\displaystyle {\hat {A}}} wird Schilow-Rand von {\displaystyle A} genannt und ebenfalls mit {\displaystyle S(A),{\check {S}}(A)} oder {\displaystyle \partial A} bezeichnet.

## Beispiele
- Der Gelfand-Raum der Diskalgebra {\displaystyle A} ist die Menge der Punktauswertungen {\displaystyle \delta _{z}:A\rightarrow \mathbb {C} ,\,a\mapsto \delta _{z}(a):=a(z)} und die Abbildung {\displaystyle \mathbb {D} \rightarrow X_{A},\,z\mapsto \delta _{z}} ist ein Homöomorphismus. Identifiziert man {\displaystyle \mathbb {D} } mittels dieses Homöomorphismus mit {\displaystyle X_{A}}, so {\displaystyle A={\hat {A}}} und es ist {\displaystyle \partial A=\partial \mathbb {D} }.
- Sei {\displaystyle X:=\{(z,w)\in \mathbb {C} ^{2};\,|z|\leq 1,|w|\leq 1\}} der Bizylinder mit Radius {\displaystyle (1,1)}. {\displaystyle A} sei die von allen Polynomen in zwei Variablen erzeugte Unter-Banachalgebra von {\displaystyle C(X)}. Man kann zeigen, dass der Gelfand-Raum von {\displaystyle A} die Menge der Punktauswertungen {\displaystyle \delta _{x}:A\rightarrow \mathbb {C} ,a\mapsto a(x)} für {\displaystyle x\in X} ist und dass {\displaystyle X\rightarrow X_{A},x\mapsto \delta _{x}} eine Homöomorphismus ist. Man kann also wie oben {\displaystyle X} mit {\displaystyle X_{A}} identifizieren. Dann kann man zeigen, dass {\displaystyle \partial A=\{(z,w)\in X;\,|z|=1=|w|\}}. In diesem Fall ist der Schilow-Rand kleiner als der topologische Rand von {\displaystyle X} in {\displaystyle \mathbb {C} ^{2}}.
- Ist {\displaystyle X} ein kompakter Hausdorffraum und {\displaystyle A=C(X)}, so ist {\displaystyle \partial A=X_{A}}.

## Bemerkungen
- Ist {\displaystyle A} eine kommutative {\displaystyle \mathbb {C} }-Banachalgebra mit Einselement, so gilt für die Gelfand-Transformierte {\displaystyle {\hat {a}}:X_{A}\rightarrow \mathbb {C} }, dass {\displaystyle \sup\{|{\hat {a}}(\varphi )|;\,\varphi \in X_{A}\}\,=\,\sup\{|{\hat {a}}(\varphi )|;\,\varphi \in \partial A\}}. Das folgt direkt aus den Definitionen, denn {\displaystyle \partial A} ist eine maximierende Menge der Funktionenalgebra {\displaystyle {\hat {A}}}. Die Gelfand-Transformierten erfüllen damit ein Maximumprinzip bzgl. des Schilow-Randes. Darüber hinaus gilt folgende lokale Version des Maximumprinzips:[4]

Ist   {\displaystyle U\subset X_{A}\setminus \partial A}   offen, so gilt für alle {\displaystyle a\in A} und {\displaystyle \varphi \in U}, dass {\displaystyle \textstyle |{\hat {a}}(\varphi )|\leq \sup _{\psi \in \partial U}|{\hat {a}}(\psi )|}.
- Der Choquet-Rand ist stets als dichte Teilmenge im Schilow-Rand enthalten.[5]

- Bekanntlich gilt für das Spektrum {\displaystyle \sigma (a)} von {\displaystyle a\in A} die Formel {\displaystyle \sigma (a)={\hat {a}}(X_{A})}. Bezüglich der Ränder der Spektren gilt die Formel {\displaystyle \partial \sigma (a)\subset {\hat {a}}(\partial A)}.[6]